# 天主教惠灵-查尔斯顿教区
天主教惠靈-查爾斯頓教區（拉丁語：Diocesis Vhelingensis-Carolopolitanus）是美國一個羅馬天主教教區，屬巴爾的摩總教區。
範圍包括西維吉尼亞州全州，教座位於該州北部惠靈。2010年有教友112,960人（佔全州人口5.9%）、111個堂區、106名司鐸。現任教區主教為瑪爾谷·E·布倫南，榮休主教為彌額爾·J·布蘭斯菲爾德。
惠靈教區成立於1850年7月19日，1974年8月21日易名至今。